# Walter Aichinger (Politiker, 1916)

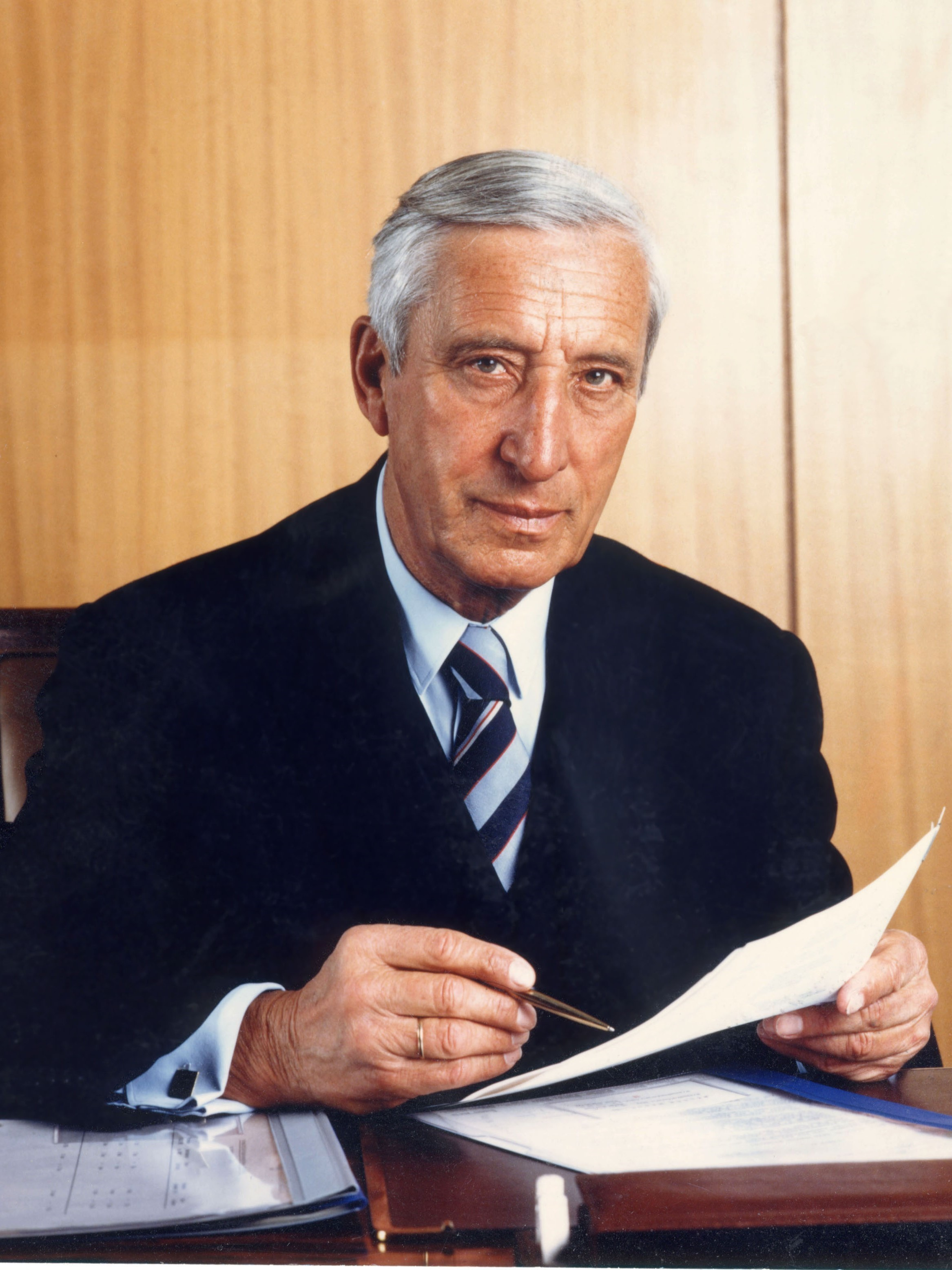
Walter Aichinger (1976)

Walter Aichinger (* 26. August 1916 in Linz; † 12. September 1994 in Salzburg) war ein österreichischer Politiker (VdU/FPÖ) und Vorstandsvorsitzender der Bausparkasse Wüstenrot in Salzburg. Er war von 1955 bis 1964 Abgeordneter zum Salzburger Landtag und war darüber hinaus vor allem als Sportfunktionär tätig.

## Ausbildung und Beruf
Aichinger besuchte zunächst die Volksschule in Gmunden und setzte seine Schulbildung danach an der Mittelschule in Gmunden sowie einer Mittelschule in Linz fort, wobei er seine Ausbildung 1935 mit der Matura abschloss. Im Anschluss studierte er Rechtswissenschaften und leistete zwischen 1938 und 1945 seinen Militär- und Kriegsdienst ab. Nach dem Ende des Zweiten Weltkrieges trat er 1945 in den Dienst der Bausparkasse Wüstenrot in Salzburg und stieg 1946 zum Leiter der Hypothekarabteilung auf. 1963 übernahm er den Posten eines Vorstandsmitglieds der Wüstenrot Bausparkasse mit dem Titel Direktor. Zwischen 1968 und 1986 war Aichinger Vorstandsvorsitzender beziehungsweise ab 1972 Generaldirektor und von 1986 bis 1994 Aufsichtsratsvorsitzender der Bausparkasse Wüstenrot. Die Umstellung der österreichischen Bausparförderung auf ein Prämiensystem ab 1. Jänner 1973 war maßgeblich seiner Initiative zu verdanken. Dies führte zu einem großen Aufschwung des österreichischen Bausparwesens. Als Vizepräsident des Internationalen Bausparkassenverbandes (International Union of Building Societies and Loan Associations) war er auch international für das Bausparwesen tätig. Wüstenrot verdankt ihm die erfolgreiche Ausweitung der Geschäftstätigkeit über den Bereich des Bausparens hinaus.

## Politik und Funktionen
Aichinger wurde 1950 Obmann der Salzburger Turngemeinde und war von 1953 bis 1964 Obmann des Salzburger Turnvereines. Zudem hatte er von 1960 bis 1973 das Amt des Präsidenten des Allgemeinen Sportverbandes Österreichs (ASVÖ) in Salzburg inne und wirkte zwischen 1963 und 1980 als Landessportrat. Er vertrat den Verband der Unabhängigen bzw. die FPÖ zwischen dem 27. Jänner 1955 und dem 17. Februar 1964 im Salzburger Landtag.

## Auszeichnungen
- 1972 Kommerzialrat
- 1976: Ehrenbürger der Universität Salzburg
- 1977: Großes Ehrenzeichen für Verdienste um die Republik Österreich
- 1981: Ehrenbürger der Gemeinde Eben im Pongau
- 1981: Komturkreuz des Landes Burgenland
- 1981: Goldenes Ehrenzeichen des Landes Oberösterreich
- 1981: Großes Ehrenzeichen des Landes Steiermark
- 1982: Großer Tiroler Adler-Orden
- 1982: Großes Verdienstzeichen des Landes Vorarlberg
- 1983: Ehrensenator der Universität Salzburg
- 1986: Ring des Landes Salzburg